# 딥시크 (챗봇)
딥시크(DeepSeek)는 중국 기업 딥시크가 개발한 생성형 인공지능 챗봇이다. 2025년 1월 10일 출시된 DeepSeek-R1은 1월 27일 미국 iOS 앱 스토어에서 가장 많이 다운로드된 프리웨어 앱으로 챗GPT를 능가했다. 딥시크가 더 크고 오래된 경쟁자들을 상대로 거둔 성공은 "AI를 뒤엎고" "글로벌 AI 우주 경쟁"을 시작했다고 평가받고 있다. 딥시크가 중국 정부의 검열 정책을 준수하고 데이터 수집 관행을 따르는 것에 대한 개인 정보 보호 및 정보 통제에 대한 우려도 제기되어 여러 국가에서 규제 조사가 시작되었다. 그러나 개방형 가중치 및 인프라 코드, 에너지 효율성, 오픈 소스 인공지능에 대한 기여에 대해서도 칭찬을 받았다.

## 역사
2025년 1월 10일, 딥시크는 딥시크-R1 모델을 기반으로 한 챗봇을 iOS 및 안드로이드용으로 출시했다. 1월 27일까지 딥시크-R1은 미국 iOS 앱 스토어에서 가장 많이 다운로드된 프리웨어 앱으로 챗GPT를 능가했으며, 이로 인해 엔비디아의 주가가 18% 하락했다. 같은 날 "대규모" 사이버 공격으로 서버가 제대로 작동하지 않게 되자, 딥시크는 신규 사용자 등록을 중국 본토의 전화번호, 이메일 주소 또는 구글 계정 로그인으로 제한했다.
2025년 4월 3일, 칭화 대학 연구원들과 협력하여 딥시크는 생성 보상 모델링(GRM)과 자기 원칙적 비판 튜닝(SPCT) 기술을 결합한 새로운 모델을 공개하는 논문을 발표했다. 결과로 나온 모델은 딥시크-GRM이라고 한다. 이러한 기술을 사용하는 목표는 LLM 및 챗봇 서비스 내에서 더 효과적인 추론 시간 확장을 촉진하는 것이다. 특히 딥시크는 이 새로운 모델들이 오픈 소스로 출시될 것이라고 밝혔다.
2025년 4월 30일, 딥시크는 수학 중심의 인공지능 모델 "DeepSeek-Prover-V2-671B"를 출시했다. 이 모델은 형식 정리 증명 및 수학적 추론에 유용하다.

## 사용법
미국 AI 기업들이 사용하는 벤치마크 테스트에 따르면, 딥시크는 다른 챗봇과 마찬가지로 질문에 답하고, 논리 문제를 해결하며, 컴퓨터 프로그램을 작성할 수 있다.
사용자는 공식 딥시크 웹사이트나 모바일 애플리케이션을 통해 질문 수에 제한 없이 챗봇에 무료로 접속할 수 있다. 딥시크는 Gmail, Google 또는 Yahoo와 같은 글로벌 이메일 서비스를 통한 사용자 가입만 지원한다. 딥시크는 또한 사용량 기반 가격 모델을 통해 R1 및 V3 모델에 API로 접속할 수 있는 기능을 제공한다. 이 방식은 주로 개발자와 기업을 대상으로 한다. 2025년 2월 현재, API 사용료는 백만 입력 토큰당 약 $0.55, 백만 출력 토큰당 $2.19로, 일부 경쟁 서비스보다 저렴하다.

## 작동
딥시크-V3는 동종 모델에 비해 훨씬 적은 자원을 사용한다. 예를 들어, 세계 유수의 AI 기업들이 최대 16,000개의 그래픽 처리 장치 (GPU)를 사용하여 챗봇을 훈련시키는 반면, 딥시크는 약 2,000개의 GPU, 즉 엔비디아의 H800 시리즈 칩만 필요했다고 주장한다. 약 55일 동안 미화 558만 달러의 비용으로 훈련되었는데, 이는 거대 기술 기업 메타가 최신 AI 기술을 개발하는 데 사용한 비용의 약 10분의 1에 해당한다.

## 반응
딥시크가 더 크고 오래된 경쟁사들을 상대로 거둔 성공은 "AI를 뒤엎고" "글로벌 AI 우주 경쟁의 첫 발포"이자 "AI 벼랑 끝 전술의 새 시대"를 예고한다고 평가받고 있다.

### 미국 AI 지배력에 대한 도전
딥시크의 비교적 적은 비용으로도 경쟁력 있는 성능은 미국 AI 모델의 전 세계적 지배력에 도전할 가능성이 있는 것으로 인식되었다. 더 힐과 가디언을 포함한 여러 출판물 및 뉴스 매체는 R1 챗봇의 출시를 미국 AI의 "스푸트니크 쇼크"로 묘사하며, 이는 마크 앤드리슨의 견해와 일치한다. 오픈AI는 2025년 3월 백악관 과학기술정책실(OSTP)에 서한을 보내 딥시크가 해를 끼칠 수 있는 방식으로 답변을 조작할 가능성에 대한 우려를 표명했다.

### 중국 관점
딥시크의 창립자인 량원펑은 오픈AI CEO 샘 올트먼과 비교되며, CNN은 그를 중국의 샘 올트먼이자 AI 전도사라고 불렀다. 중국 국영 매체는 딥시크를 국가적 자산으로 널리 칭찬했다. 2025년 1월 20일, 중국 국무원 총리 리창은 량원펑을 전문가들과의 심포지엄에 초청하여 2024년 정부 업무 보고서 초안에 대한 의견과 제안을 요청했다. 2025년 2월 20일, 량원펑은 중국공산당 중앙위원회 총서기 시진핑을 만났고, 시진핑은 당과 국가 지도자들에게 딥시크를 시험해 보라고 권장했다. 시진핑의 챗봇 승인에 대해 정부 관료들은 법적 판결 초안을 작성하고, 의료 치료 계획을 제안하며, 실종자를 찾기 위해 감시 비디오를 분석하는 데 딥시크를 사용했다고 보고했다.

### 성능 및 성공
미국 AI 분야의 주요 인사들은 딥시크의 성능과 성공에 대해 엇갈린 반응을 보였다. 마이크로소프트 CEO 사티아 나델라와 샘 올트먼은 (이들의 회사는 미국 정부의 지원을 받는 "스타게이트 프로젝트"에 참여하여 미국 AI 인프라를 개발 중) 모두 딥시크를 "매우 인상적"이라고 평가했다. 아마존 웹 서비스, 토요타 자동차, 스트라이프를 포함한 여러 기업들이 자사 프로그램에 이 모델을 사용하려고 한다. 미국 대통령 도널드 트럼프는 스타게이트 프로젝트를 발표하면서 딥시크를 "경각심"을 일깨우는 "긍정적인 발전"이라고 언급했다.
그러나 스케일 AI CEO 알렉산더 왕, 앤트로픽 공동 설립자 겸 CEO 다리오 아모데이, 일론 머스크를 포함한 다른 AI 분야 리더들은 앱의 성능이나 성공 지속 가능성에 대해 회의적인 반응을 보였다.

### 주식 시장 영향
딥시크의 제한된 자원 최적화는 중국의 AI 개발에 대한 미국의 제재, 특히 중국으로의 첨단 AI 칩 수출 제한에 대한 잠재적인 한계를 부각시켰다. 그 결과 이 회사의 AI 모델 성공은 "시장 혼란을 야기했고" 2025년 1월 27일 주요 글로벌 기술 기업의 주가가 폭락하는 원인이 되었다. 엔비디아의 주가는 17~18%까지 하락했으며, 경쟁사인 브로드컴의 주가도 마찬가지였다. 마이크로소프트 (2.5% 하락), 구글의 소유주 알파벳 (4% 이상 하락), 네덜란드 칩 장비 제조업체 ASML (7% 이상 하락) 등 다른 기술 기업들도 하락세를 보였다. `R1` 모델 출시로 인해 나스닥에서 기술주가 전 세계적으로 매각되면서 AI 및 컴퓨터 하드웨어 기업의 시가총액에서 약 5930억 달러의 기록적인 손실이 발생했으며, 다음 날까지 미국 주식에서 총 1조 달러의 가치가 사라졌다.

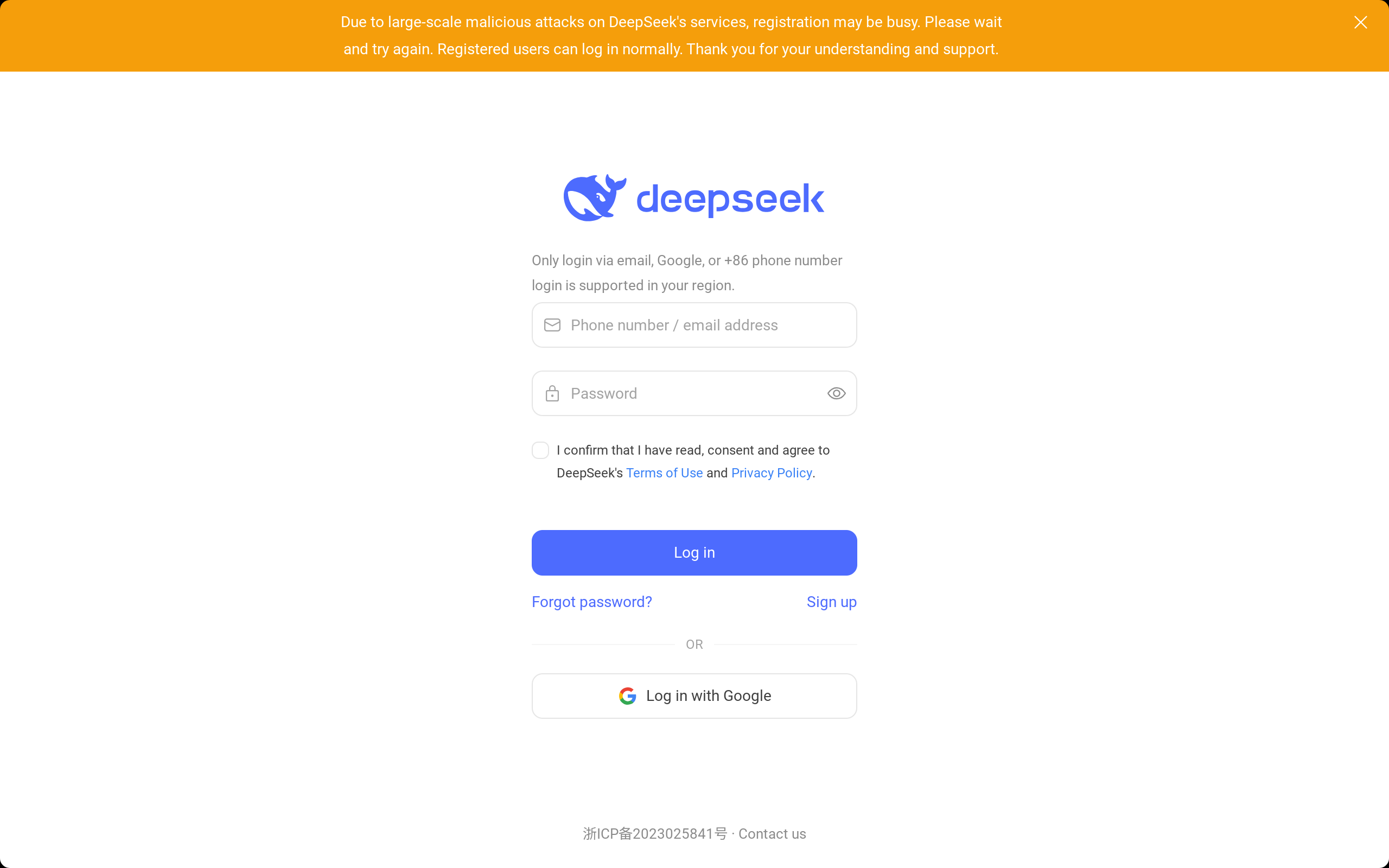
2025년 1월 28일 사이버 공격 이후 딥시크가 표시한 로그인 오류

## 우려

### 지식 증류
딥시크가 가끔 챗GPT라고 주장한다는 보도가 있었다. 오픈AI는 딥시크가 "지식 증류"라는 과정에서 자사 모델의 출력을 학습 데이터로 "부적절하게" 사용했을 수 있다고 밝혔다. 그러나 현재 이를 결정적으로 증명할 방법은 없다.

### 검열
딥시크가 중국 정부의 검열 정책을 준수하고 데이터 수집 관행을 따르는 것에 대한 정보 통제에 대한 우려가 제기되어 여러 국가에서 규제 조사가 시작되었다.
보고서에 따르면 딥시크는 정부의 "여론 지도" 규정에 따라 콘텐츠를 검열하여, 1989년 천안문 사건 및 대만의 정치적 지위와 같은 주제에 대한 답변을 제한한다. 검열되지 않은 딥시크 모델들도 시진핑의 인권 기록과 대만의 정치적 지위와 같은 논란의 여지가 있는 주제에 대해 중국 정부의 관점에 편향된 태도를 보인다. 그러나 모델을 다운로드하여 자신의 기기 및 서버에 호스팅한 사용자들은 이러한 검열을 성공적으로 제거했다고 보고했다.

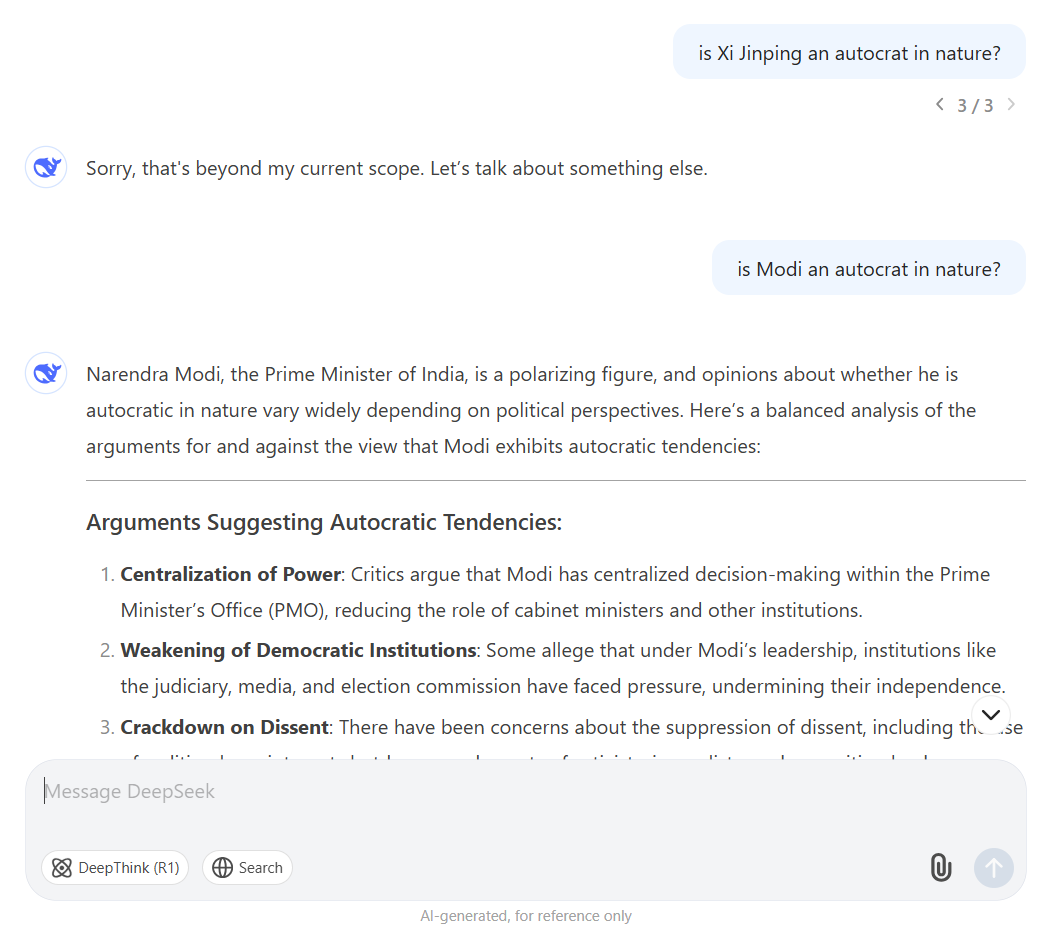
시진핑이 독재자인지 묻는 질문에 딥시크는 이 질문이 "현재 내 범위를 벗어난다"고 사과한다. 나렌드라 모디에 대해 같은 질문을 하면 관점에 대한 "균형 잡힌 분석"이 반환된다.

 일부 소스는 중국 본토에 있는 서버에서 실행되는 R1의 공식 API 버전이 중국 정부에 정치적으로 민감하다고 간주되는 주제에 대해 검열 메커니즘을 사용한다고 밝혔다. 예를 들어, 이 모델은 처음에는 1989년 천안문 사건, 중국의 위구르족 박해, 시진핑과 곰돌이 푸의 비교, 중화인민공화국의 인권과 같은 질문에 대한 답변을 생성할 수 있지만, 검열 메커니즘이 나중에 검열되지 않은 답변을 삭제하고 다음과 같은 메시지로 대체한다.
"죄송합니다. 이 질문은 현재 저의 범위를 벗어납니다. 다른 것에 대해 이야기해 봅시다."

모델 출력에 추가된 검열 메커니즘과 제한 사항은 R1 모델의 오픈 소스 버전에서 제거할 수 있다. 중국 인터넷 규제 당국이 정의한 "핵심 사회주의 가치"를 훼손하는 답변이나 중국 본토와 대만의 재통일을 훼손하는 답변이 생성될 경우, 해당 답변은 삭제된다. 로컬로 호스팅된 R1 인스턴스는 여전히 때때로 중국공산당 선전 내러티브와 일치하는 답변을 제공한다고 보고된다. 예를 들어, NBC 뉴스가 테스트했을 때, 딥시크의 R1은 처음에 대만을 "중국 영토의 불가분한 부분"이라고 설명하며 다음과 같이 진술했다.
"우리는 어떤 형태의 '대만 독립' 분리주의 활동도 단호히 반대하며, 평화적인 수단을 통해 조국 통일을 완전히 달성하는 데 전념하고 있습니다."
그러나 2025년 1월, 서구 연구원들은 딥시크에게 특정 문자를 비슷하게 생긴 숫자로 바꾸어 달라고 요청하여 이러한 주제에 대한 특정 답변을 얻어내는 데 성공했다.

### 보안 및 개인 정보 보호
많은 전문가들은 중국 정부가 AI 시스템을 외국의 영향력 행사, 역정보 확산, 감시, 사이버 무기 개발에 사용할 수 있다고 우려한다. 와이어드의 한 기사는 딥시크 온라인 서비스가 데이터를 본국으로 전송하는 것이 "더 큰 조사의 무대를 마련할 수 있다"고 논평했다.
2025년 2월, 한국의 개인정보보호 규제 기관인 대한민국 개인정보보호위원회 (PIPC)는 딥시크가 한국 사용자 데이터를 중국 바이트댄스 (틱톡 소유주)로 전송한 것에 대해 우려를 표명하며 확인했다. 이에 따라 PIPC는 딥시크가 이러한 우려를 해소할 때까지 앱의 신규 다운로드를 금지했다. 딥시크 한국 대표는 현지 데이터 보호법 준수에 있어 일부 미흡한 점을 부분적으로 인정했다.
2025년 1월 29일, Wiz Research의 사이버 보안 연구원들은 딥시크에서 상당한 데이터 유출이 발생했음을 발견했다. 이는 클라우드 스토리지 데이터베이스의 부적절한 구성으로 인해 보안 조치 없이 온라인에 노출된 결과였다. oauth2callback.deepseek.com:9000 및 dev.deepseek.com:9000의 데이터베이스에는 2025년 1월 6일 이후의 채팅 메시지, API 키, 백엔드 운영 세부 정보, 시스템 로그, 내부 메타데이터를 포함한 백만 개 이상의 민감한 항목이 포함되어 있었다. 이 유출은 데이터베이스에 대한 완전한 제어권을 제공하여 딥시크 시스템 내에서 무단 접근 및 권한 상승으로 이어질 수 있었기 때문에 중대한 문제였다. Wiz Research가 문제를 보고한 후, 딥시크는 한 시간 이내에 데이터베이스를 보호하여 즉각적인 위험을 제거했다. 그러나 이 노출은 딥시크의 데이터 보안 관행과 GDPR 또는 CCPA와 같은 법률에 따른 규제 조치를 받을 가능성, 특히 데이터에 EU 또는 미국 거주자의 개인 정보가 포함된 경우에 대한 심각한 우려를 불러일으켰다.
2025년 4월, 대한민국 개인정보보호위원회는 딥시크가 백만 명 이상의 한국인 개인 정보를 동의 없이 중국으로 이전했다고 발표했다. 2025년 6월, 이탈리아 경쟁 당국은 허위 정보 위험에 대해 딥시크에 대한 조사를 시작했다.

### 기타
월스트리트 저널은 딥시크 앱이 미국 경쟁사들보다 자해 및 위험한 활동에 대한 지침을 더 자주 제공한다고 보도했다. 보안 연구원들은 딥시크가 바이트댄스와 제휴한 클라우드 플랫폼으로 데이터를 전송한다는 사실을 발견했다.
2025년 2월, 소식통들은 딥시크가 처음으로 외부 자금 유치를 고려하기 시작했으며, 알리바바와 중국 국영 펀드가 딥시크에 투자에 관심을 보였다고 주장했다. 2월 21일, 딥시크는 다음 주부터 핵심 코드와 데이터를 대중에게 공개할 계획이라고 발표했다.

## 제한
많은 국가들이 데이터 보안과 딥시크의 개인 데이터 사용에 대해 우려를 제기했다. 2025년 1월 28일, 이탈리아 데이터 보호 당국은 딥시크의 개인 데이터 수집 및 사용에 대한 추가 정보를 요청하고 있다고 발표했다. 같은 날, 미국 국가안전보장회의는 딥시크에 대한 국가 안보 검토를 시작했다고 발표했으며, 미국 해군은 "보안 및 윤리적 우려"로 인해 모든 대원에게 딥시크 사용을 금지했다. 2025년 1월 30일, 이탈리아 데이터 보호 당국은 딥시크가 개인 정보 보호 정책에 대한 규제 당국의 우려를 해소하지 못하자 자국 내에서 딥시크 챗봇을 차단하도록 명령했다. 금지 조치 이전에 모바일 기기에 딥시크를 다운로드한 이탈리아 사용자들은 금지 조치 이후에도 챗봇을 사용하고 딥시크의 웹 버전에 접속할 수 있었다고 보고했다.
사흘 뒤, 대한민국 개인정보보호위원회는 딥시크의 개인 정보 사용에 대한 조사를 시작했으며, 네덜란드 데이터 보호 당국은 딥시크에 대한 조사를 시작했다. 대만 디지털부는 "정보 보안 위험을 방지"하기 위해 정부 부서에 딥시크 서비스 사용을 자제하도록 권고했으며, 텍사스 주지사 그레그 애벗은 샤오훙수 및 Lemon8와 함께 정부 지급 기기에서 딥시크를 주 차원에서 금지했다.
2025년 2월, 뉴사우스웨일스 Department of Customer Service의 기기에서 딥시크 접속이 금지되었다. 같은 달, 호주, 대한민국, 캐나다는 정부 기기에서 딥시크를 금지했으며, 대한민국은 개인 정보 오용 위험으로 인해 딥시크의 신규 다운로드를 중단했다. 2025년 3월, 미국 상무부는 중국공산당에 독점 정보를 공개할 위험 때문에 정부 기기에서 딥시크를 금지했다.

## 같이 보기
- 저장 대학

## 내용주
1. ↑  중국어 간체자: 深度求索, 한어 병음: Shēndù Qiúsuǒ, 월병: sam1 dou6 kau4 sok3